# Кочкарне
Кочка́рне (рос. Кочкарное) — присілок у складі Сладковського району Тюменської області, Росія.
Населення — 98 осіб (2010, 135 у 2002).
Національний склад станом на 2002 рік:
- росіяни — 62 %
- казахи — 35 %